# 阿西蒂娜水道

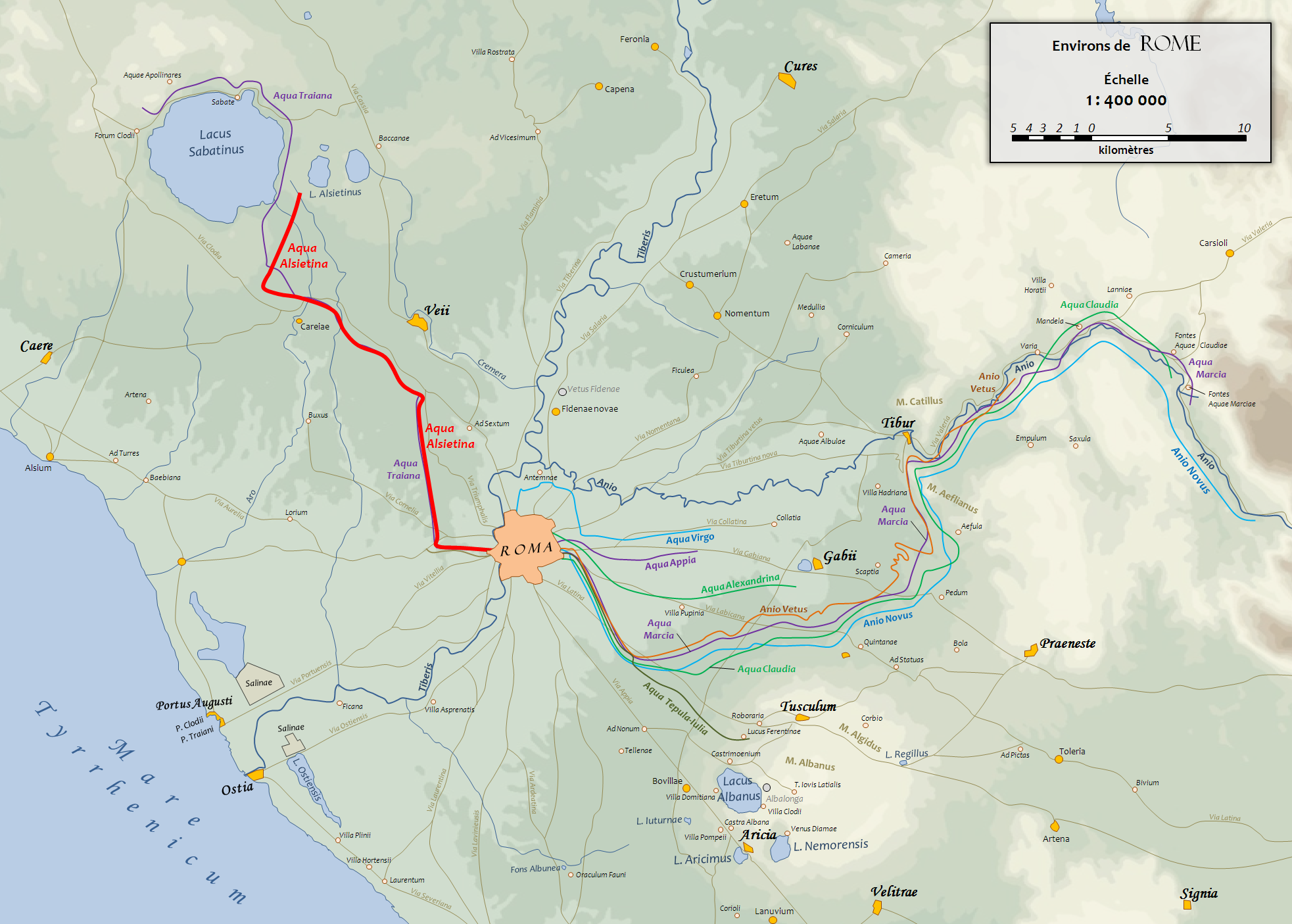
路線圖

阿西蒂娜水道（Aqua Alsietina）是羅馬西部的兩座早期古羅馬水道之一（另一座是圖拉真水道），大約修建於西元前2世紀。阿西蒂娜水道的水源是布拉恰諾湖，給水範圍主要是台伯河右岸。

## 外部連結
- Aqua Alsietina
- Photo of the ruins （页面存档备份，存于）

41°53′12″N 12°28′10″E / 41.88667°N 12.46944°E